# Eupora, Mississippi
Eupora là một thành phố thuộc quận Webster, tiểu bang Mississippi, Hoa Kỳ. Năm 2010, dân số của thành phố này là 2 197 người.

## Dân số
- Dân số năm 2000: 2 328 người.
- Dân số năm 2010: 2 197 người.